# Automeris averna
Automeris averna é uma espécie de mariposa do gênero Automeris, da família Saturniidae.
O exemplar coletado (fêmea) possui as asas anteriores em tom rosa-marrom, com sombras de marrom escuro e uma linha neste tom um tanto indistinta próxima à base; tem uma linha estreita marrom margeada de amarelo que se estende desde o ápice no meio da asa até a margem interna; as asas de baixo têm uma banda castanha escura no centro que se estende do ápice à margem interna; um ocelo preto em forma de disco grande, no centro do qual há uma mancha muito branca.
Foi registrada no México, onde larvas importadas por entomologistas da Grã-Bretanha eram alimentadas com alfafa, faia e folhas verdes de carvalho.